# Bonbon és Bentley
A Bonbon és Bentley (eredeti címe: Taffy) 2018-tól vetített francia 2D-s számítógépes animációs vígjátéksorozat, amit Pierre Sissmann és Mike de Seve alkotott
Amerikában 2018. december 17-én, míg Magyarországon 2019. július 15-én a Boomerang mutatta be. 2023. június 5-én a Disney Channel is bemutatta.
2022. március 30-án berendelték a harmadik évadot.

## Cselekmény
Mrs. Módos örökbe fogad egy szürke mosómedvét, Bonbont, miután azt hiszi, hogy ő egy Taffy nevű macska. Fő háziállata, egy Bentley nevű dobermann elhatározza, hogy felfedi Bonbon titkát Mrs. Módos előtt.

## Szereplők
| Szereplő | Francia hang    | Angol hang         | Magyar hang                                                                                           |
| --- | --------------- | ------------------ | --- |
| Bonbon | Emmanuel Garijo | Billy Bob Thompson | Baráth István                                                                                         |
| Bentley | Xavier Fagnon   | Tyler Bunch        | Kis Horváth Zoltán                                                                                    |
| Mrs. Módos | Fily Keita      | Serra Hirsch       | Halász Aranka                                                                                         |
| Forsythe | N/A             | Jeffrey Hylton     | Fazekas István (1–31. rész) Harsányi Gábor (32–40., 65–78. rész) Kautzky Armand (41–64., 79. résztől) |
| Lance | N/A             | Starr Busby        | Dolmány Attila (1. évad) Gardi Tamás (2. évad)                                                        |
| Mr. Pökhendi | N/A             | Maggie Politi      | Kassai Károly                                                                                         |
| Misi | N/A             | Lisa Ortiz         | Markovics Tamás                                                                                       |
| Masi | N/A             | Vega de Seve       | Solecki Janka                                                                                         |
| További magyar hangok: Solecki Janka, Vámos Mónika, Sági Tímea, Bácskai János, Bognár Tamás, Menszátor Magdolna, Hám Bertalan, Mezei Kitty, Kiss Erika, Szrna Krisztián, Kertész Péter, Gardi Tamás, Németh Attila István, Tárnok Csaba, Szabó Andor, Hám Bertalan, Seder Gábor |                 |                    | |

### Magyar változat
- Felolvasó: Endrédi Máté (1. évad), Pál Tamás (2. évad)
- Magyar szöveg: Szemere Laura
- Szinkronrendező: Járai Kíra

A szinkront az SDI Media Hungary készítette.

## Évados áttekintés
| Évad | Évad | Epizódok | Eredeti sugárzás | Eredeti sugárzás   | Magyar sugárzás (Boomerang) | Magyar sugárzás (Boomerang) | Magyar sugárzás (Disney Channel) | Magyar sugárzás (Disney Channel) |
| Évad | Évad | Epizódok | Évadpremier      | Évadfinálé         | Évadpremier                 | Évadfinálé                  | Évadpremier                      | Évadfinálé                       |
| ---- | ---- | -------- | ---------------- | ------------------ | --------------------------- | --------------------------- | -------------------------------- | -------------------------------- |
|      | 1    | 78       | 2019. február 9. | 2020. november 24. | 2019. július 15.            | 2019. december 20.          | 2023. június 5.                  | 2023. július 10.                 |
|      | 2    | N/A      | 2022. május 9.   | N/A                | 2022. május 23.             | Megszűnt a csatorna         | 2023. szeptember 11.             | 2023. október 16.                |